# Saint-Frézal-d'Albuges
Saint-Frézal-d'Albuges är en kommun i departementet Lozère i regionen Occitanien i södra Frankrike. Kommunen ligger i kantonen Le Bleymard som tillhör arrondissementet Mende. År 2022 hade Saint-Frézal-d'Albuges 61 invånare.

## Befolkningsutveckling
Antalet invånare i kommunen Saint-Frézal-d'Albuges
| Referens: INSEE |